# Bernard Van Rysselberghe
Bernard Van Rysselberghe (* 5. Oktober 1905 in Laarne; † 25. September 1984 in Damme (Belgien)) war ein belgischer Radrennfahrer.

## Sportliche Laufbahn
Van Rysselberghe war im Straßenradsport aktiv. 1929 wurde er Berufsfahrer im Radsportteam Dilecta-Wolber und blieb bis 1935 als Radprofi aktiv. Sein bedeutendster sportlicher Erfolg war der Sieg im Rennen Bordeaux–Paris 1931 vor Romain Gijssels.
In seinem ersten Profijahr siegte er im Eintagesrennen Antwerpen–Yvoir. Die Tour de France fuhr er zweimal: 1929 wurde er 14. und konnte die 19. Etappe für sich entscheiden, 1931 schied er aus der Rundfahrt aus. 1933 wurde er Zweiter hinter Fernand Mithouard. Bei Paris–Nizza und in der Tour de l’Ouest 1933 gelangen ihm ebenfalls Etappensiege.